# James Graham (cầu thủ bóng đá)
James Graham là một cầu thủ bóng đá hoạt động vào khoảng thời điểm chuyển sang thế kỉ 20. Ông thi đấu 84 trận ở Football League cho Grimsby Town từ năm 1893 đến năm 1897, và cũng có một khoảng thời gian dài với New Brompton ở Southern League, có 86 lần ra sân ở giải vô địch và Cúp FA.